# Epitrichosma anisocausta
Epitrichosma anisocausta är en fjärilsart som beskrevs av Turner 1916. Epitrichosma anisocausta ingår i släktet Epitrichosma och familjen vecklare. Inga underarter finns listade i Catalogue of Life.